# Dipoena scabella
Dipoena scabella är en spindelart som beskrevs av Simon 1903. Dipoena scabella ingår i släktet Dipoena och familjen klotspindlar.
Artens utbredningsområde är Ekvatorialguinea. Inga underarter finns listade i Catalogue of Life.